# کورنتو
کورنتو (انگلیسی: Cornetto) شرکت صنایع غذایی ایتالیایی است، که در سال ۱۹۵۹ تأسیس شد.